# سياسة محافظة خضراء
السياسة المحافظة الخضراء هي مزيج من الفلسفة السياسة المُحافظة والحركة البيئية. أُعرب عن القلق البيئي من قِبل السياسيين المحافظين والفلاسفة طوال تاريخ الفلسفة المُحافظة الحديثة، إذ اقتُبس عن إدموند بيرك (المؤسس الفلسفي للمُحافظة الحديثة) في كتيّبه تأملات حول الثورة في فرنسا قوله «الأرض، أُم الكل الكريمة والعادلة، ينبغي ألا تُحتكر لتعزيز غرور وترف أي إنسان».

## التعريفات المتنوعة

### الأمريكيتين

#### البرازيل
كان للحزب الوطني الإيكولوجي صلات مع جمعيات الله، أكبر الطوائف الإنجيلية الموجودة في البرازيل، ودعم السياسة المحافظة الخضراء لكنه غيّر اسمه الآن إلى باتريوت (وطني) وتخلى عن سياساته الخضراء الموالية للإيكولوجية لصالح سياساته الوطنية والمحافظة؛ حافظ على معارضته الدينية للإجهاض والزواج المثلي وسياسات يسارية أخرى وعززها.

#### كندا
في كندا، عمم برستون مانينغ -قائد سابق للمعارضة ومؤسس لحزب الإصلاح الكندي- مصطلحَ «السياسة المحافظة الخضراء» عام 2006. بدأ مانينغ بتطوير الفكرة كطريقة لإيجاد أرضية مشتركة بين المصوتين الشباب والمصوتين الأكبر سنًا. تحدّث بشكل خاص حول تسعير المياه المستخدمة في إنتاج النفط من الرمال القطرانية لجعل منتجي النفط أكثر فعالية. في عام 1988، دعا الطالب ستيفن هاربر المتخرج في ذلك الوقت، بكتابته في الكتاب الأزرق، التي أثرت على مبادئ حزب الإصلاح، إلى سياسة بيئية تدعم البيئة وتحميها لكن تحد من السيطرة البيروقراطية. جادل هاربر بأن حزب الإصلاح كان مُدركًا للاستغلال البيئي الموجود داخل «الاشتراكية والرأسمالية والنماذج الديموقراطية الاجتماعية». كتب المفكر المثالي والفيلسوف جورج باركن غرانت في بيان التوري الأحمر، بأن التوريين يدعمون الحوافز البيئية بصفتها طريقة لتحدي «قادة الصناعة الذين كانوا يدمرون البيئة من أجل مفهوم ربحي بدائي قصير النظر».
في عام 2006، كُرّم رئيس الوزراء التقدمي المحافظ بريان مولروني، «بصفته أكثر رئيس وزراء داعم للبيئة في التاريخ الكندي». وضع معاهدة المطر الحمضي بين الولايات المتحدة وكندا، أضاف ثماني حدائق وطنية جديدة ووضع قانون الحماية البيئي. قال رئيس الوزراء في ذلك الوقت ستيفن هاربر أن «مولروني لم يُقدم مخططات مبالغ بها واتفاقيات غير قابلة للتطبيق وما إلى ذلك من المشاكل التي دخلنا بها في اتفاقية كيوتو».
يدعو قائد حزب التحالف من أجل مستقبل كيبيك فرانسوا ليغولت إلى أسلوب «براغماتي» بشأن المسائل التي ستوازن الأسلوب «المتشدد» لحركة البيئة و«خلق ثروة رغم ذلك، لتقليص فجوة الثروة» بين كيبيك والمقاطعات الكندية الأخرى. في عام 2019، استنكر بينوا شاريت، وزير البيئة في كيبيك، التعليقات التي أدلى بها الشعب والتي تقول بأنهم لن ينجبوا الأولاد بعد الآن لحماية البيئة واعتبرها تعليقات «مبالغ بها كثيرًا». على أي حال، أشار شاريت إلى «معالجة المواد المتبقية وقضية قوارير المياه الزجاجية والبلاستيكية مباشرة» كطريقة لمعالجة القضايا البيئية بصورة واقعية.

#### المكسيك
حاز الحزب الأخضر الإيكولوجي المكسيكي، الذي تأسس عام 1993، على 47 مقعدًا في انتخابات المكسيك التشريعية لعام 2015.
في عام 2008، بدأ الحزب حملة إعلامية تؤيد إعادة إدخال عقوبة الإعدام في المكسيك. أدى هذا إلى إلغاء اعتراف الحزب الأخضر الأوروبي بالحزب الأخضر الإيكولوجي المكسيكي كحزب أخضر شرعي.
في أثناء مقابلة له، أساء مرشح الحزب الأخضر الإيكولوجي غاماليل راميريز لفظيًا إلى مرشح مثلي الجنس علني لمنصب عمدة غوادالاراخا ودعا إلى إقرار قوانين جزائية ضد المثليين الجنسيين. في الأيام التي تلت ذلك، أصدر راميريز اعتذارًا خطيًا بعد أن عبّرَ الحزب عن خيبته من تصريحاته.